# Easton (Kansas)
Easton – miasto w Stanach Zjednoczonych, w stanie Kansas, w hrabstwie Leavenworth.